# Клун
Клун (англ. Cloone; ирл. Cluain, Анхлуань) — деревня в Ирландии, находится в графстве Литрим (провинция Коннахт) у трассы R201. Население — 600 человек (по переписи 2002 года).